# Vall de Gistau
La Vall de Gistau (en aragonès, Val de Chistau) és una vall del Pirineu aragonès situada a la comarca del Sobrarbe com la vall de Pineta, entre la Vall de Bielsa i la Vall de Benasc de la Ribagorça, que coincideix amb la capçalera del Cinqueta, tancada pel nord pel massís del mont Perdut, a l'est pel de Pocets i a l'oest pel de Salueza aigua avall del pantà del Cinqueta. Al sud-oest la gorja de La Inclusa separa la Vall de Gistau estricta de la de Saravillo.
Els seus límits orogràfics estan formats per cims de 2.000 i 3.000 metres. El coll de la Creu de Guàrdia marca per l'oest la comunicació natural amb Bielsa. El port de Pla i el port de la Pez són els camins que donen pas, pel nord, a França. Pel coll de Sahún, a 2.000 metres, passa la ruta que per l'est porta a la vall de Benasc. Entre els cims es troben nombrosos estanys, com els de Millars, Barbaricia, i La Bassa de la Mora.

## Municipis de la Vall de Gistau

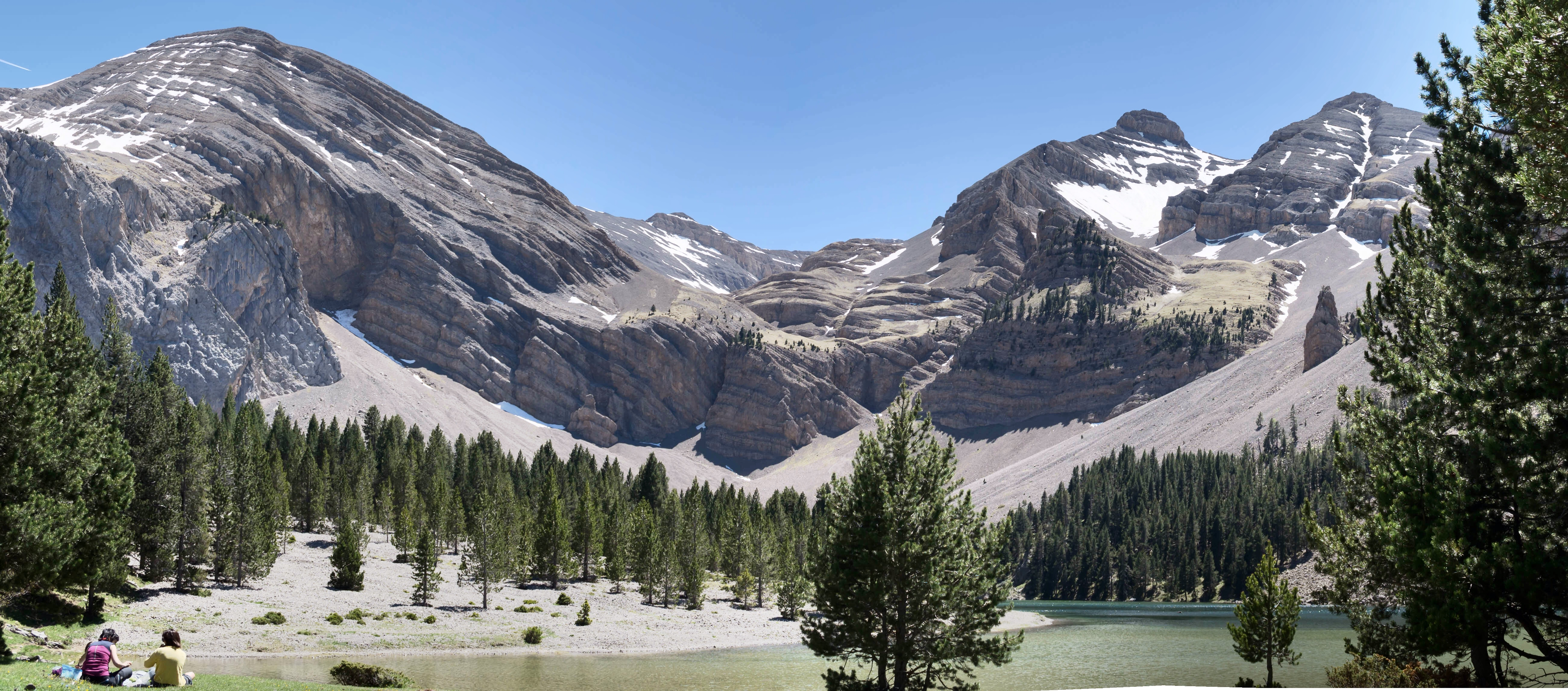
Basa de la Mora

### Municipi deSant Joan de Plan
Estès a l'esquerra del Cinqueta, afluent del Cinca, aigües amunt de Plan. L'any 2009 tenia 153 habitants

### Municipi dePlan
- Plan Aquesta vila fa de capital del terme. Està a l'esquerra del Cinca.[4]
- Serveto. Aquest llogaret està situat a 1.250 metres sobre el nivell del mar.[5]
- Saravillo. L'any 2009 tenia 95 habitants. El poble el trobem a l'esquerra del Cinqueta.[6]

### Municipi deGistén
- Gistén (també Gistaín i Gistau) Està situat en gran part a la dreta del Cinqueta. Era part del municipi de Plan entre els anys 1973 i 1.987.[7] Es troba a una altitud de 1.378 metres. En 1.998 compte tenia una població de 181 habitants. Municipi d'economia agroramadera ocupant-se en aquestes activitats més el 45% de la població, la resta de sectors amb prou feines s'ha desenvolupat, sent el turisme, amb el 13% dels ocupats, el subsector amb més possibilitats de creixement.[8]
- Sin. Llogaret situat a 1.218 metres sobre el nivell del mar. Fins al 1.970 antic municipi del terme de Tella-Sin, al vessant de la dreta del barranc de la Salina.[9]

La Vall de Gistau té un total de 663 habitants.

## El clima
El clima ofereix certs contrastos entre la part baixa de la vall (amb precipitacions anuals al voltant dels 1.000 mm. i temperatures mitjanes de 2 °C en el mes més fred i de 18 °C en el més càlid) i les parts altes dels vessants, on les precipitacions en forma de neu són molt abundants i les amplituds tèrmiques diàries i estacionals considerables. El paisatge vegetal es troba format per prats naturals i artificials en la part baixa de la vall, ascendint fins a sobrepassar els 1.500 metres.
Abunden els boscos de pi roig, i hi ha també alguns de pi negre, algun faig i petits bedollars. A les parts altes dominen els prats alpins.

## Economia
La major part de la població es dedica a l'agricultura, la ramaderia i l'explotació forestal. L'agricultura, amb patates, alguns cereals i prats de sega, es localitza a prop dels pobles i en nombroses bordes disseminades. La ramaderia és l'activitat principal, amb nombros bestiar boví i una producció de llana en regressió, transhumant en alguns casos.

## Llengua

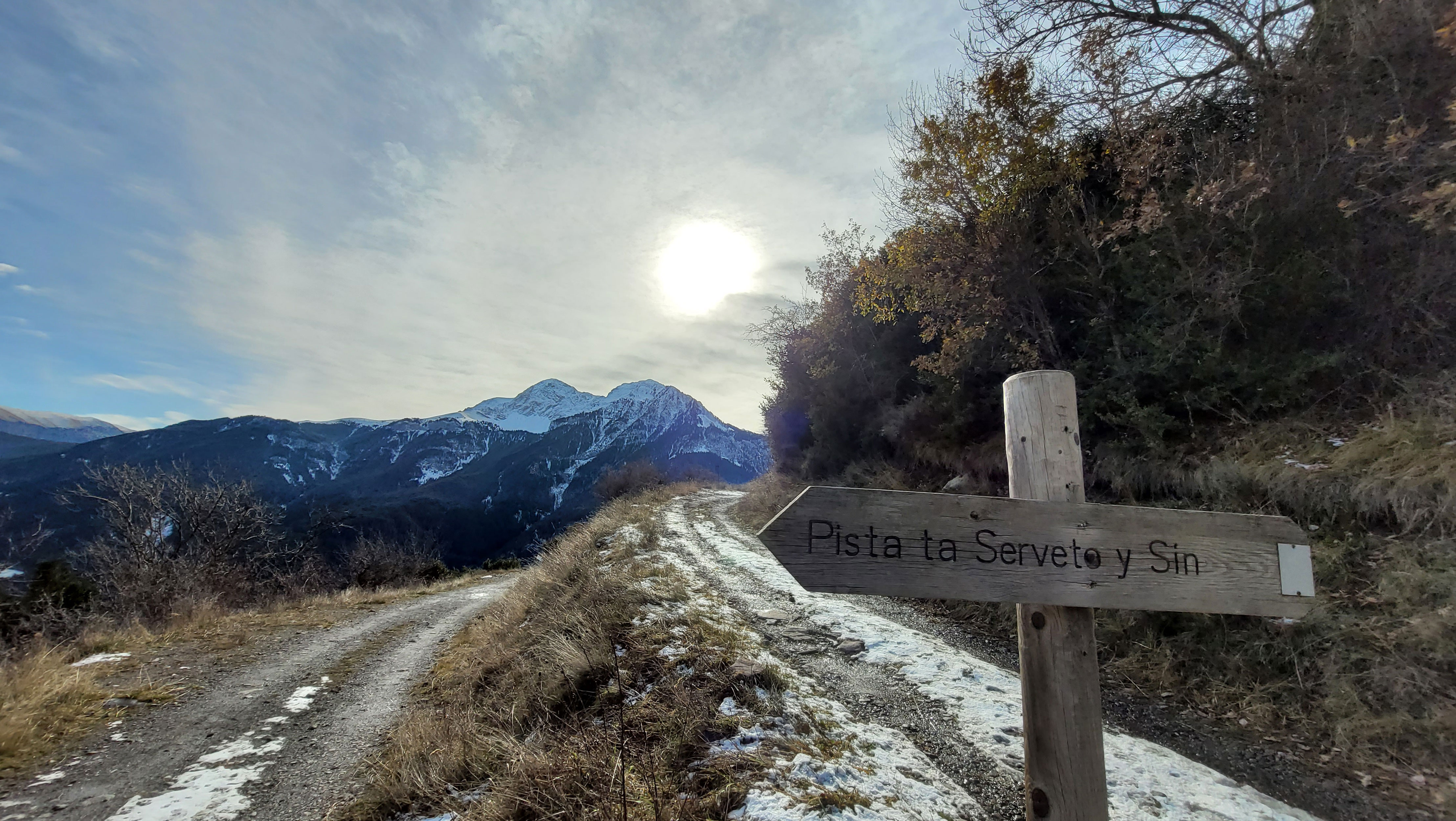
Rètol indicador en una pista forestal, escrit en aragonès gistaví.

A la Vall de Gistau parlen una varietat de l'aragonès anomenada gistaví (chistabín), que també és el gentilici dels seus habitants. El gistaví es compta entre les varietats de l'aragonès, juntament amb el cheso i els parlars ribagorçans, que mantenen una vitalitat alta.